# 枝川停留場
枝川停留場（えだがわていりゅうじょう）は、高知県吾川郡いの町枝川にあるとさでん交通伊野線の路面電車停留場。

## 歴史
枝川停留場が開業したのは1907年（明治40年）。伊野線の枝川 - 伊野間の開通に合わせて設置された。当停留場より高知市側はこの時すでに咥内まで路線が到達していたが、咥内までの区間には咥内坂があり、伊野線は坂越えに際してトンネルを掘る必要があったため、枝川 - 伊野間の開通が先となった。残された枝川から咥内までの区間は翌1908年（明治41年）に開通し、これをもって伊野線は全通を果たしている。
咥内坂を越える区間はのちに改良工事が実施され、1960年（昭和35年）にトンネルが撤去された。この改良工事にともない、当停留場付近でも軌道の移設工事が行われている。

### 年表
- 1907年（明治40年）11月7日：伊野から当停留場までの開通により、土佐電気鉄道の停留場として開業[1][2]。
- 1908年（明治41年）2月20日：当停留場から咥内までが開通し伊野線全通[1][2]。途中駅となる。
- 1977年（昭和52年）：交換設備を廃止[3]。
- 2014年（平成26年）10月1日：土佐電気鉄道が高知県交通・土佐電ドリームサービスと経営統合し、とさでん交通が発足[6]。とさでん交通の停留場となる。

## 停留場構造
ホームは2面あり、東西方向に伸びる単線の軌道を挟み込むように向かい合う（相対式ホーム）。軌道の北にあるのがはりまや橋方面行きのホーム、南にあるのが伊野方面行きのホームで、はりまや橋方面行きのホームは安全地帯が広く、待合室もある。両隣の中山停留場や伊野商業前停留場に比べると、当停留場は軌道が北側に寄っているため、伊野方面行きホームにも安全地帯が備わっている。
停留場の利用者のため、建設省（当時）の補助により駐輪場が設置されている。かつては列車交換のための設備も備えていたが、1977年（昭和52年）の八代信号所復活に際して廃止された。

## 停留場周辺
四国旅客鉄道（JR四国）土讃線の同名駅、枝川駅は停留場の南にある。北には高知県運転免許センターが立地する。
- 国道33号
- 「枝川」バス停留所

## 隣の停留場
とさでん交通
伊野線
中山停留場 - 枝川停留場 - 伊野商業前停留場